# Indro Montanelli
Ne doit pas être confondu avec Giuseppe Montanelli.
Indro Montanelli, né le 22 avril 1909 à Fucecchio en Toscane et mort le 22 juillet 2001 à Milan, est un écrivain, historien, journaliste et patron de presse italien.
D'abord chroniqueur fort célèbre au Corriere della Sera, Montanelli fonde en 1974 le quotidien Il Giornale qu'il dirige pendant vingt ans. Il est notamment l'auteur d'un best-seller : un roman situé à l'époque de la Résistance italienne et inspiré d'une histoire authentique, Il generale della Rovere. Le livre a été adapté au cinéma par Roberto Rossellini en 1959 sous le titre Le Général Della Rovere. Le film a obtenu le Lion d'or du festival de Venise.

## Biographie

### Origines

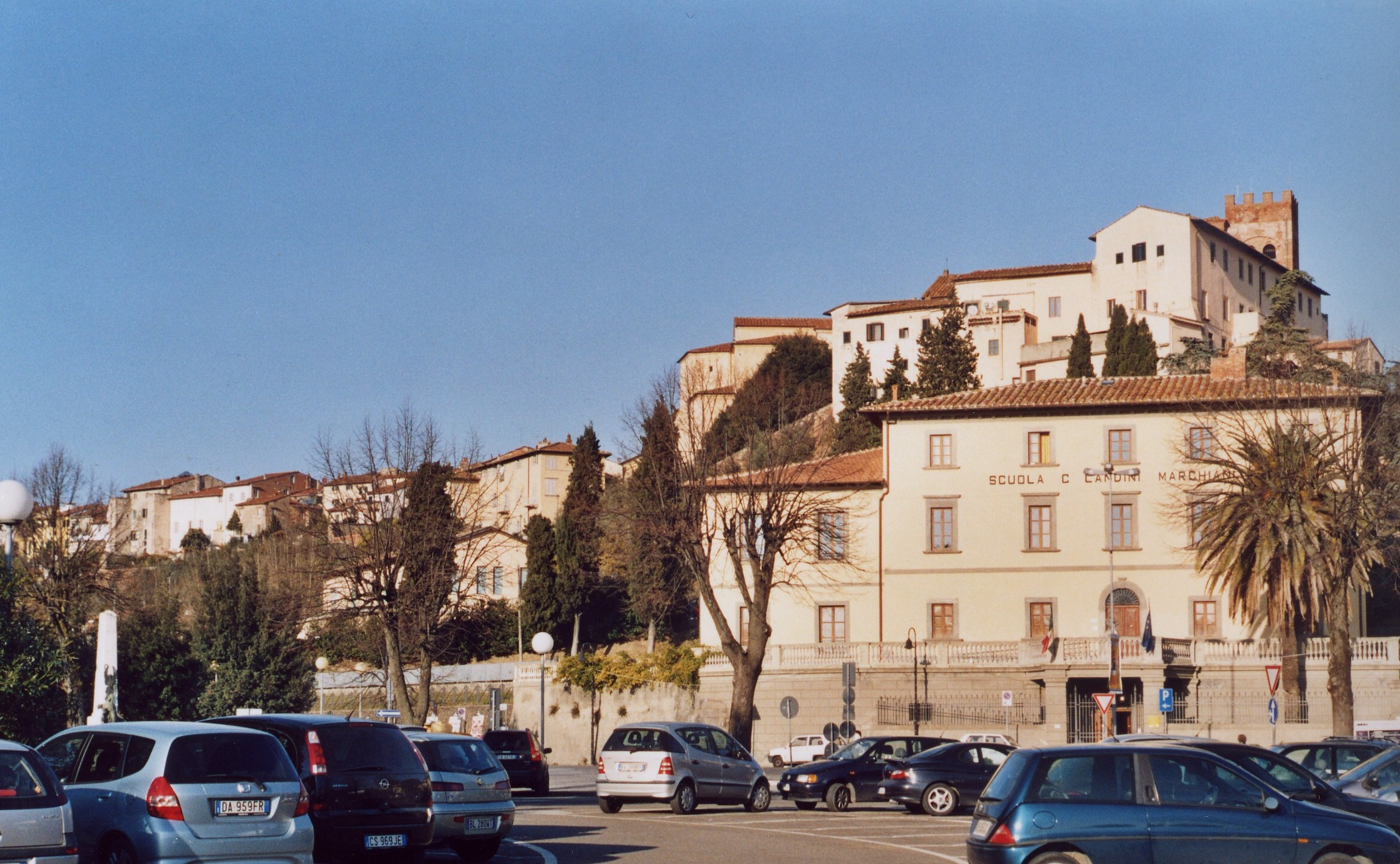
Fucecchio

Fils de Maddalena Doddoli et de Sestilio Montanelli, Indro naît à Fucecchio (province de Florence), dans le palais appartenant à la famille de sa mère. À ces circonstances se raccrochent quelques légendes dont la plus fameuse, racontée par Indro lui-même, prétend qu'en raison d'un différend (les habitants de Fucecchio étaient divisés en « insuesi » et « ingiuesi », c'est-à-dire ceux du haut et ceux du bas ; la mère était « insuese » et le père « ingiuese ») la famille maternelle obtient que l'enfant naisse dans sa propre partie de la colline, tandis que son père choisit un prénom parfaitement inconnu, étranger à la famille maternelle et qui ne figure même pas dans le calendrier. Le prénom Indro correspondait à une forme masculine du nom de la divinité hindoue Indra, ce qui lui vaudra le surnom de « Cilindro » dans la bouche de ses amis et aussi de ses adversaires politiques. Il passe son enfance dans sa région natale, reçu souvent dans la villa d'Emilio Bassi, maire de Fucecchio pendant près de vingt ans au début du XXe siècle. Il reste attaché à cet Emilio Bassi, considéré comme un « grand-père adoptif », au point qu'il a voulu que son nom soit joint à celui de la fondation qu'il créera en 1987. Son père, proviseur du lycée, est transféré d'abord à Lucques, puis à Nuoro, au lycée classique G. Asproni, où le jeune Indro le suit. Une nouvelle mutation de son père l'emmène faire ses études secondaires à Rieti.

### Jeunesse
« Cette guerre est pour nous comme de longues et belles vacances que nous a données Grand-Père, comme une récompense après treize années d'école. Et, soit dit entre nous, il était temps. »
(Indro Montanelli, remerciant Benito Mussolini («Grand-Père»), en racontant ce qu'il a vécu comme commandant d'une troupe d'Àscaris (soldats indigènes) pendant la guerre d'Éthiopie.)

#### L'adhésion au régime
Montanelli termina ses études secondaires au lycée de Rieti en 1925 et passa ensuite sa licence en droit à Florence, une année plus tôt que la durée normale des cours, avec une thèse sur la réforme électorale du fascisme ; il y soutenait que c'était une abolition pure et simple des élections, ce qui lui valut une évaluation de cent dix points sur cent dix et les félicitations du jury. Il se peut que ce soit dû aux professeurs antifascistes de l'Université. Plus tard, il suivit à Grenoble un stage de sciences politiques et sociales. Il fit ses débuts dans la revue Frontespizio de Piero Cover Bargellini, avec un article sur Byron et le catholicisme (juillet-août 1930). Il lisait attentivement les autres revues, en particulier L'Italiano de Leo Longanesi (destiné, depuis 1937, à devenir son grand ami et, après la Seconde Guerre mondiale, son éditeur) et Il Selvaggio de Mino Maccari : deux périodiques qui, bien que fascistes, furent parmi les premiers à « faire fronde », c'est-à-dire à mettre une note discordante dans le chœur conformiste du régime. Mais il fut aussi profondément influencé par la lecture de La Voce (1909-1914) de Giuseppe Prezzolini (destiné à être un de ses meilleurs amis après la Seconde Guerre mondiale). En 1932, il collabora au périodique de Florence L'Universale de Berto Ricci, dont le tirage était d'environ mille cinq cents exemplaires.
Il débuta à Paris en 1934 comme journaliste de faits divers à Paris-Soir, collaborant avec le journal franco-italien dirigé par Italo Sulliotti L'Italie nouvelle. Il fut ensuite envoyé comme correspondant en Norvège, de là au Canada, puis attaché à la United Press aux États-Unis, tout en poursuivant sa collaboration avec Paris-Soir. C'est pendant cette période qu'il interviewa le magnat Henry Ford, qu'il décrivit d'une façon très originale. Il fut proposé comme envoyé en Éthiopie, mais l'agence n'y consentit pas, ce qui le poussa à y partir comme volontaire, poussé par ses idéaux fascistes, en tant que commandant d'un bataillon d'Àscaris.
Pendant la campagne, Montanelli épousa une jeune Érythréenne de 12 ans, payant à son père la somme convenue de 500 livres, selon les coutumes locales. Cette première femme le suivit tout le temps qu'il resta en Afrique. Avant de revenir en Italie il la céda au général Alessandro Pirzio Biroli qui la fit entrer dans son petit harem privé. La coutume d'épouser un « sujet colonial », ce qu'on appelait en Italie « madamato », fut interdite en avril 1937, pour éviter les contacts entre Italiens et Africains, mesure qui fut suivie l'année suivante de la proclamation des lois raciales.
Son expérience africaine le poussa à écrire pour Civiltà fascista un article intitulé « À l'intérieur de la guerre » (janvier 1936) : 
« Nous ne ferons jamais partie des dominateurs, si nous n'avons pas une conscience exacte d'une supériorité liée à notre être. Avec les nègres, on ne fraternise pas. On ne le peut pas, on ne le doit pas. Au moins jusqu'à ce qu'on leur ait procuré une civilisation. »

### Son passage à l'antifascisme
De retour en Italie, il repartit pour suivre la guerre civile espagnole, étant le correspondant soit du quotidien romain Il Messaggero, soit de l'hebdomadaire Omnibus de Longanesi. En Espagne, sa position contre le régime se radicalisa. Il publia un article critique sur la bataille de Santander dans lequel il la définit comme une promenade, avec un seul ennemi : la chaleur. Sa sympathie pour les anarchistes espagnols le conduisit alors à aider l'un d'eux, en franchissant avec lui la frontière.
Une fois qu'il fut revenu en Italie, le ministère de la Culture populaire le raya de la liste des journalistes en raison de son article sur la bataille de Santander ; il le considérait comme offensant pour l'honneur des forces armées. Montanelli fut également suspendu du Parti fasciste.

### Ses débuts auCorriere della Sera
Ses positions contre le fascisme le conduisirent à ses premiers désaccords sérieux. On lui retira la carte du Parti et il ne fit rien pour la récupérer ; à ce moment, pour éviter le pire, Giuseppe Bottai commença par lui trouver en Estonie un poste de lecteur d'italien à l'Université de Tartu, puis le fit nommer directeur de l'Institut italien de la culture à Tallinn, la capitale.
De retour en Italie, il entra en 1938 au Corriere della Sera grâce à l'intérêt que lui portait Ugo Ojetti, qui croyait en son talent journalistique. Ojetti, ancien directeur du Corriere, parla de lui à Aldo Borelli, directeur en poste, qui l'engagea comme « rédacteur itinérant », avec la mission de s'occuper des articles de voyages et de littérature et la consigne de se tenir loin des sujets politiques.
Montanelli servit comme envoyé itinérant en Europe. En 1939, il était en Albanie, qui devint cette année-là une colonie italienne. Le 1er septembre 1939, alors qu'il se trouvait en Allemagne, il rencontra Adolf Hitler dans le corridor de Danzig, en présence du sculpteur Arno Breker et de l'architecte Albert Speer, lequel, plus tard, en 1979, confirma que cette réunion avait bien eu lieu. Montanelli lui-même eut l'occasion de rappeler cet épisode dans le livre-entretien autobiographique Il testimone.
Le déclenchement de la Seconde Guerre mondiale conduisit Montanelli sur le front : outre l'invasion de la Pologne, il assista à celle de la Norvège par les Allemands et à celle de l'Estonie par l'Armée rouge. En Finlande (où il est avec son collègue Emilio Ceretti), il fut un témoin passionné de l'invasion par l'URSS ; ses articles laissaient voir en lui un fervent partisan de la cause de la Finlande.
Avec l'entrée en guerre, Montanelli fut envoyé en France et dans les Balkans, et puis on lui confia la tâche de correspondant en Grèce et en Albanie, où il devait suivre les armées italiennes. Là-dessus il dit avoir peu écrit, du fait de la maladie, mais surtout par honnêteté intellectuelle : le régime l'obligeait à faire de la propagande, mais sous ses yeux l'armée italienne subissait de graves revers. Son article, paru dans Panorama, le 12 septembre 1940, fut considéré comme « défaitiste » par les censeurs de la responsable du ministère de la culture populaire, qui à la suite ordonnèrent la suppression de ce périodique.

« Je restai sur ce front plusieurs mois sans presque rien écrire, un peu parce que je souffrais du typhus, et surtout parce que je me refusais de faire passer pour une glorieuse campagne militaire la volée de bois vert qu'en définitive  nous avions prise là-bas. »

— (Tiziana Abate, Indro Montanelli, Soltanto un giornalista)
Obligé d'interrompre sa correspondance sur le front, il revint au pays en 1942 pour épouser en secondes noces l'Autrichienne Margarethe de Colins de Tarsienne, qu'il avait rencontrée en 1938.
En 1943, témoin du coup d'État du 8 septembre, il s'associa à Giustizia e Libertà, le mouvement partisan. Recherché et découvert par les Allemands, il fut emprisonné (5 février 1944) et condamné à mort (20 février 1944) mais réussit à éviter la sentence grâce à l'intervention du cardinal Ildefonso Schuster, archevêque de Milan.
Il s'évada de la prison milanaise de San Vittore, avec l'aide de la famille Crespi, propriétaire du Corriere della Sera. Par la suite, il réussit à fuir l'Italie grâce au réseau clandestin Opera Scout Cattolica Aiuto ai Rifugiati (OSCAR). L'expérience passée en prison à Gallarate, puis à San Vittore lui donna l'inspiration pour son roman Il generale della Rovere.

### Les années cinquante et soixante
L'immédiat après-guerre ne fut pas facile pour Montanelli : les anti-fascistes ne lui pardonnaient pas le fait d'avoir été fasciste, tandis que les anciens fascistes n'avaient pas oublié son attitude lors du « 8 septembre ». Les portes du Corriere della Sera lui furent fermées au début et il dut repartir en travaillant pour l'édition populaire du Corriere, La Domenica del Corriere, dont il assuma la direction en 1945. Ce n'est qu'à la fin de l'année suivante qu'il put revenir Via Solferino.
La même année 1946, en collaboration avec Giovanni Ansaldo et Henry Furst, il aida son ami Leo Longanesi à fonder la maison d'édition qui porterait son nom, et pour laquelle il commença à publier à partir de 1949 (Morire in piedi). Montanelli, ainsi que Longanesi, nouèrent une profonde amitié avec un autre personnage important dans la culture italienne de l'époque, Dino Buzzati. Le troisième intellectuel qu'unit à Montanelli une amitié forte et durable fut Giuseppe Prezzolini, qui appréciait son indépendance de pensée.
Dans les années cinquante Montanelli accepta la demande de Dino Buzzati de revenir collaborer à la Domenica del Corriere. Buzzati lui confia une page entière, et c'est ainsi que naquit la rubrique « Montanelli pensa così », qui devint par la suite « La Stanza di Montanelli », un espace où le journaliste répondait aux lecteurs sur les sujets les plus brûlants de l'actualité. En très peu de temps elle devint l'une des rubriques les plus lues en Italie.
Le succès de cette rubrique poussa Montanelli à écrire sur l'histoire des Romains, puis sur l'histoire des Grecs et c'est ainsi qu'il commença une carrière d'historien qui fit de lui le plus vendu des écrivains italiens.
Le premier livre fut l'Histoire de Rome, publiée en épisodes dans La Domenica del Corriere qui furent ensuite rassemblés en un volume pour Longanesi (1957). À partir de 1959 cette série à succès fut publiée par Rizzoli Editore. Elle se continua avec l'Histoire des Grecs, puis reprit avec l'Histoire de l'Italie du Moyen Âge à nos jours.
Lorsqu'en 1956 la parlementaire socialiste Lina Merlin déposa un projet de loi qui prévoyait d'abolir la réglementation de la prostitution en Italie et de lutter contre l'exploitation de la prostitution d'autrui, notamment par la suppression des maisons closes, Montanelli se battit avec obstination contre ce que l'on connaissait déjà et que l'on connaîtrait par la suite comme la « Loi Merlin ». Il publia un pamphlet intitulé « Addio, Wanda! », où il écrivait entre autres : 

« ... en Italie un coup de pioche contre les maisons closes fait s'écrouler tout le bâtiment qui repose sur trois assises fondamentales : la foi catholique, la patrie et la famille. La raison en est que c'était dans ce qu'on nomme les bordels que ces trois institutions trouvaient la plus sûre garantie ... »

La même année 1956 son activité d'envoyé spécial le conduisit à Budapest, où il assista à la révolution hongroise. La répression soviétique lui inspira le scénario d'une œuvre théâtrale, I sogni muoiono all'alba (1960), qu'il porta à l'écran l'année suivante avec la collaboration de Mario Craveri et d'Enrico Gras, avec Lea Massari et Renzo Montagnani dans le rôle des jeunes protagonistes.
En 1961, il appuya la candidature de Giovanni Spadolini à la direction du Corriere. Ses anciens collègues se prononcèrent au contraire pour Alfio Russo, qui fut choisi à la place du journaliste et historien de Florence. Montanelli en éprouva du ressentiment et rompit son amitié avec Russo.
À partir de 1965, il participa activement au débat sur le colonialisme italien. Au cours d'une vive controverse avec l'historien Angelo Del Boca, Montanelli reprit la théorie selon laquelle le colonialisme italien était en somme débonnaire, réalisé par une armée chevaleresque, incapable de brutalité envers l'ennemi et respectueuse des peuples indigènes. Dans ses nombreuses interventions publiques il ne cessa de nier l'utilisation systématique d'armes chimiques comme le gaz moutarde, le phosgène et l'arsine par l'aviation militaire italienne en Éthiopie.
Anticommuniste affiché, «anarcho-conservateur» (comme il aimait à se définir à la suggestion de son grand ami Prezzolini) et se situant à contre-courant, il voyait dans les partis de gauche un danger immédiat, dans la mesure où ils étaient subventionnés par l'Union soviétique, alors une superpuissance.

### L'abandon duCorriere
Dans les premières années de la décennie soixante-dix, après la mort de Mario et de Vittorio Crespi et la grave maladie du troisième frère, Aldo, le Corriere tomba aux mains de la fille de ce dernier, Giulia Maria Crespi. Sous le contrôle de celle-ci, le quotidien opéra un virage net vers la gauche. La nouvelle ligne commença en 1972, avec le licenciement du directeur, Giovanni Spadolini, et son remplacement par Piero Ottone. En octobre 1973 Montanelli fut contraint de partir. Début octobre il donna une interview à l'hebdomadaire politico-culturel Il Mondo, où il déclara à Cesare Lanza : 

« Il ne s'agit pas d'un conflit personnel entre Piero Ottone et moi. Nous sommes, au contraire, en excellents termes. Il s'agit plutôt d'une position du Corriere della Sera tout à fait différente de celle qui est la tradition du journal: des désaccords existent sur la ligne actuelle et ils ont été ouvertement exprimés. Le désaccord n'est nullement souterrain, c'est un débat ; et il est bien possible qu'il se conclut par la défaite de ceux qui soutiennent ses valeurs traditionnelles. En pareil cas, il pourrait se produire une sécession. »

— (Giampaolo Pansa, Comprati e venduti, Bompiani, 1977, p. 143.)
Il conclut en lançant un appel : 

« Il faudrait, de la part d'une certaine bourgeoisie lombarde, qui se sent trompée par son journal, un geste de courage, mais cette bourgeoisie, qui sait seulement bougonner, n'en est pas capable. »

— (Giampaolo Pansa, op. cit. , p. 143.)
Dans une interview ultérieure à Panorama il expliquait avoir 

« l'impression, les rares fois où je vais au journal, d'être dans une maison étrangère et de ne pas y être aimé [...] Il y a un nouveau pouvoir qui me considère manifestement comme une vieillerie et un obstacle, et avec lequel il m'est impossible d'établir des rapports humains, comme c'était le cas avec ceux que je connaissais. »

— (Giampaolo Pansa,op. cit.., P. 144.)
Giulia Maria Crespi, dont l'aversion pour le journaliste toscan était bien connue, n'apprécia absolument pas cette interview. Le 17 octobre Piero Ottone se rendit personnellement au domicile milanais de Montanelli pour l'informer de la décision de le licencier. Montanelli, cependant ne s'en alla pas de bon gré ; il présenta sa démission en l'accompagnant d'un article polémique où il prenait congé, l'article ne fut pas publié. Le Corriere fit connaître la nouvelle par un communiqué sur une colonne le 19 octobre.
Montanelli travaillait déjà à la fondation d'un nouveau journal, dont il serait le directeur. Il savait bien que des quotidiens importants comme La Stampa et le Corriere lui-même avaient perdu une bonne part de leurs lecteurs, qui n'approuvaient pas la nouvelle ligne de ces journaux, favorables au « compromis historique » entre DC et PCI (c'est quelques années plus tôt qu'était née l'expression « majorité silencieuse »). Il appela le nouveau quotidien Il Giornale Nuovo.
Dans cette « traversée du désert » qui le menait du Corriere au Giornale, il fut suivi de nombreux collègues de valeur qui, comme lui, n'étaient pas à l'aise dans le nouveau climat du Corriere ; on trouvait parmi eux Enzo Bettiza, Egisto Corradi, Guido Piovene, Cesare Zappulla, et des intellectuels européens comme Raymond Aron, Eugène Ionesco, Jean-François Revel et François Fejtő. Le successeur de Piero Ottone à la direction du Corriere, Franco Di Bella, fut obligé de dire que Montanelli était parti avec « l'argenterie de la famille ».
Dix jours après avoir quitté le Corriere, Montanelli passa pour un temps à La Stampa, où il publia son premier article le 28 octobre. Il abandonna aussi sa rubrique « historique » sur l'hebdomadaire Domenica del Corriere pour la faire paraître dans son concurrent Oggi. Le 17 mars, il annonça sur le quotidien de Turin son projet de fonder un nouveau journal ; son dernier article sur La Stampa parut le 21 avril 1974.
Au début de 1974, son projet de fonder un nouveau quotidien était bouclé. Il trouva un soutien financier inattendu dans la société Montedison (alors dirigée par Eugenio Cefis), qui lui avança 12 milliards de lires pour trois ans. Montanelli obtint la permission de rester le propriétaire du titre avec les journalistes cofondateurs.
Il apparait dans un documentaire en trois parties, Les écrivains italiens et l'Italie des écrivains : ombres et questions, dans Italiques pour parler des relations entre le cinéma et la littérature en 1973 et 1974.
La même année, il épousa en troisièmes noces sa collègue Colette Rosselli, courriériste à l'hebdomadaire Gente et plus connue sous le pseudonyme de « Donna Letizia ».

### Directeur duGiornale
Le premier numéro du Giornale, conçu dès le début comme un journal d'opinion, sortit le mardi 25 juin 1974 et rencontra une forte hostilité dans la presse de gauche et dans la bourgeoisie de la gauche-caviar[non neutre], mais il donna à Montanelli la possibilité de présenter courageusement et avec une logique rigoureuse ses positions, toujours peu conformistes et souvent très originales ; jouant le rôle d'un interlocuteur extérieur à la politique, non aligné, si ce n'est sur ses principes, et partisan d'une droite idéale, il s'inscrivit dans le débat politique, contribuant à créer le personnage de l'éditorialiste politique issu du journalisme. Le Giornale s'attacha la collaboration de plusieurs grandes figures du journalisme italien, parmi lesquels Enzo Bettiza et Gianni Brera.
Devant la croissance du Parti communiste italien, qu'il considérait comme dangereuse, son appel est resté célèbre pour inviter à voter en faveur de la démocratie chrétienne :

« Bouchons-nous le nez et votons DC. »

(phrase prononcée auparavant par Gaetano Salvemini à la veille des élections législatives du 18 avril 1948, comme Montanelli l'a lui-même indiqué)

### L'attentat des Brigades rouges
Le 2 juin 1977 Montanelli est victime d'un attentat perpétré par les Brigades rouges. Alors qu'il se rend, comme chaque matin, à son journal, il est blessé à Milan, à l'angle de la Via Cavour et de la Piazza Manin (le journal a ici son siège, dans ce qu'on appelle le Palais des journaux) ; à l'aide d'un pistolet 7,65 muni d'un silencieux on vide sur lui sept balles d'un chargeur, le blessant à deux reprises à la jambe droite et une fois de biais à la jambe gauche et à la fesse, où le projectile reste coincé (c'est la pratique définie par le néologisme inventé à l'époque : la gambizzazione).
Avant de tirer le terroriste a demandé à Montanelli derrière son épaule si c'est bien lui et a ouvert le feu pendant que le journaliste, qui s'est arrêté, s'est retourné pour lui répondre. Après avoir été frappé, Montanelli ne cherche pas à sortir le pistolet qu'il porte sur lui, mais essaya de rester sur ses pieds en s'accrochant aux grilles du jardin public, puis il glisse à terre et criant « Lâches, lâches ! » à l'adresse de l'agresseur et de son complice qui s'enfuient. Peu après, il s'adresse à quelqu'un qui vient le secourir : « Ces lâches m'ont eu. Je les ai vus en face, je ne les connais pas, mais je crois bien que je pourrais les reconnaître ».
Le Corriere della Sera consacre un article à l'événement en passant sous silence son nom dans le titre (« Milan [...], un journaliste victime d'une gambizzazione »). Celui qui montre le plus d'ironie à cette occasion est le caricaturiste Giorgio Forattini, de La Repubblica, qui représente celui qui est alors son directeur, Eugenio Scalfari, en train de braquer une arme vers son pied, après avoir lu la nouvelle de l'attentat contre Montanelli, laissant entendre qu'il était jaloux de sa popularité. L'Unità publie l'information en première page sous le titre « Montanelli blessé à coups de pistolet dans un attentat des “Brigades rouges” » ; une photo montre le blessé secouru par des passants ; le quotidien communiste donne une chronique précise de l'événement, et rappelle la condamnation énergique du Parti envers un acte qualifié de criminel dans le commentaire du titre.
L'attentat est revendiqué par la colonne Walter Alasia des Brigades rouges, dans un appel téléphonique au Corriere d'informazione. Les terroristes donnent comme prétexte que Montanelli est un « esclave des multinationales ». Deux jours plus tôt, avec la même technique à Gênes, les Brigades rouges ont frappé Victor Bruno, directeur adjoint du Secolo XIX, tandis que le lendemain de l'attentat contre Montanelli, c'est au tour d'Emilio Rossi, alors directeur du TG1, d'être grièvement blessé à Rome.
À la même époque Fortebraccio, courriériste de L'Unità, écrit avoir demandé pour sa tombe cette épitaphe : « Ci-gît Fortebraccio, qui aima en secret Indro Montanelli. Passant, pardonne-lui, parce qu'il n'a jamais cessé d'en avoir honte. » Montanelli, avec l'esprit qui le caractérise, se hâta de répondre à Fortebraccio en l'avertissant que dans ses dernières volontés il a demandé à être enterré aux côtés de son collègue et rival, avec cette épitaphe: « Regarde la pierre d'à côté ».

### Ses relations avec Silvio Berlusconi
En 1977 se termina le financement par Montedison. Montanelli accepta alors le soutien de Silvio Berlusconi, à l'époque entrepreneur de construction, qui devint l'actionnaire majoritaire en octobre 1979. Selon Felice Frio, Montanelli, au moment de signer le contrat avec Berlusconi, le prévint : « Tu es le propriétaire, je suis le patron, au moins tant que je reste directeur [...] Je ne me sens absolument pas une âme de serviteur".
Leur association dura jusqu'en 1994, sans oppositions importantes. À en croire la version donnée par Montanelli, après l'entrée en politique de Berlusconi, celui-ci se présenta à la direction du Giornale et demanda à Montanelli de le soutenir dans ses initiatives politiques. Celui-ci ayant refusé, le journal passa sous la direction de Vittorio Feltri.
D'une entrevue radiotélévisée avec Alain Elkann il apparaît que leur séparation se fit par accord mutuel. Dans une interview avec Elkann, Montanelli explique mieux la dynamique de sa sortie du journal. Se référant à Berlusconi, il déclara : « Je lui ai dit : “Je n'ai pas envie de te suivre dans cette aventure, nous devons nous séparer”, ce fut une séparation par consentement mutuel entre Berlusconi et moi. Le pacte sur lequel se fondait notre coexistence et qui avait été scrupuleusement observé par les deux parties (c'est-à-dire : “Berlusconi est le propriétaire du journal, Montanelli en est le patron”), avait échoué ». Par la suite Montanelli reconstruisit la discussion qu'il avait eue avec Berlusconi, en affirmant qu'il n'avait pas voulu se mettre à son service, et parce qu'il ne s'était jamais mis au service de personne et ne trouvait pas opportun de commencer à le faire avec Berlusconi, et parce qu'il jugeait que Berlusconi ne pouvait pas avoir de succès en politique.
D'autres, en revanche, en citant Montanelli lui-même parlent d'un conflit sérieux entre Berlusconi et Montanelli et ne sont pas d'accord avec ceux qui soutiennent la thèse que le départ de Montanelli s'est fait d'un commun accord avec le propriétaire du journal. Cette version s'appuie sur ce que Montanelli a eu l'occasion de confirmer lui-même au cours de nombreuses interviews.
Le 10 janvier de cette même année 1994, dans une lettre ouverte à Silvio Berlusconi, Montanelli écrivait : 

« J'ai cru bon de te mettre en garde contre ce qui me paraît un grand risque (l'entrée dans l'arène). Ta réponse à ma franchise a été de venir au bureau de rédaction pour proposer une relance du Giornale à condition d'adopter une ligne politique qui différerait sur le fond et sur la forme de celle que j'avais suivie, et ainsi tu as fermé la voie à toute possibilité d'accord. »

— (Federico Orlando, Il sabato andavamo ad Arcore, Edizioni Larus, 1995, p. 214.)
Puis il attaqua violemment Berlusconi, le comparant à Mussolini (« J'ai déjà connu un homme providentiel, et cela m'a suffi ») et le considérant comme incapable de survivre dans la vie politique (« Il finira comme ce pauvre Antonio La Trippa : il ne réussira pas à mettre en œuvre les promesses qu'il a faites aux Italiens et il devra s'en aller. »
Comme il ne lui était pas possible d'accepter la direction du Corriere della Sera que lui offraient Paolo Mieli et Gianni Agnelli mais qui n'aurait pas pris avec lui les autres rédacteurs du Giornale, il décida de fonder une nouvelle revue, La Voce avec la quarantaine d'autres journalistes qui avaient démissionné. Il avait choisi ce titre en hommage à Giuseppe Prezzolini.
La nouvelle entreprise, cependant, fut de courte durée, n'ayant pas réussi à atteindre en temps voulu un volume de vente suffisant, malgré un tirage de 400.000 exemplaires. Comme il eut l'occasion de le dire lui-même, La Voce se proposait un objectif trop ambitieux : suivant son idée initiale elle aurait dû être un hebdomadaire ou un mensuel, sur le modèle de Il Mondo de Mario Pannunzio : c'est pourquoi la conception de la terza pagina (« troisième » page), la section culturelle dans la presse italienne, apparaissait comme particulièrement soignée, mais le nombre de journalistes qui travaillaient sous ses ordres l'avait poussé à préférer un quotidien. Parmi eux on trouvait Beppe Severgnini, Marco Travaglio et Peter Gomez.
Après la disparition de La Voce, il recommença à travailler pour le Corriere della Sera, où il s'occupait de la page de discussion avec les lecteurs, la « Stanza di Montanelli », placée à la fin du journal.

### Ses dernières années
Le travail de celui que beaucoup considéraient comme le plus grand journaliste italien fut reconnu et récompensé également à l'étranger (il reçut le prix Princesse des Asturies en Espagne en 1996, une décoration en Finlande, et des États-Unis lui vint le prix du meilleur journaliste international de l'année). Il était un chroniqueur de l'histoire italienne qui faisait autorité, et il interviewa des personnalités comme Winston Churchill, Charles de Gaulle, Luigi Einaudi, Jean XXIII.
Sa pratique du journalisme était influencée par l'expérience qu'il avait eue en Amérique, et il gardait à l'esprit ce que lui avait dit le directeur du journal de l'époque, c'est-à-dire que chaque article devait pouvoir être lu et compris de n'importe qui, même d'un « crémier de l'Ohio » . Il devint membre honoraire de l'Accademia della Crusca, pour laquelle il se battit sur les pages du Giornale, en essayant de faire bien comprendre à ses lecteurs qu'il fallait que ne disparût pas l'un des centres les plus anciens et les plus importants pour l'étude de la langue italienne.
En 1991, Francesco Cossiga, président de la République, lui offrit d'être nommé sénateur à vie, mais Montanelli ne voulut pas accepter, afin de garantir sa totale indépendance. Il n'hésita pas à déclarer : 

« Ce n'était pas un geste d'exhibitionnisme, mais une façon concrète de dire ce que je pense : le journaliste doit garder avec le pouvoir une distance de sécurité. »

— (Il Messaggero, 10 août 2001)
et encore : 

« Malheureusement, l'idéal auquel je crois est un journaliste totalement indépendant ; c'est pourquoi je ne peux accepter la charge. »

— (extrait de sa lettre au président Cossiga)
Dans ses dernières années, Montanelli se caractérisa par la position résolument critique qu'il avait adoptée vis-à-vis de Silvio Berlusconi, le leader de Forza Italia, son ancien éditeur ; il le considérait comme un adversaire de la démocratie, enclin à mentir et auteur d'un projet politique qui, contrairement à ce qu'on écrivait, n'avait rien à voir avec la droite. Il entendait mettre en garde les Italiens, en rappelant le danger d'un nouvel « homme providentiel » capable de résoudre tous les problèmes, et il faisait remarquer, en rappelant l'exemple de Benito Mussolini qu'il en avait déjà connu un dans le passé et que c'était assez pour lui. Parmi ses considérations les plus connues, l'une date de peu avant les élections législatives de mai 2001, quand, se rendant compte que la victoire électorale de Berlusconi était proche, il l'assimila à une maladie et déclara que ce serait une sorte de vaccin et que l'Italie serait guérie à la suite de son exercice du pouvoir. Deux mois plus tard, le 22 juillet 2001, il mourut à Milan dans la clinique de La Madonnina (là même où 29 ans plus tôt avait disparu une autre figure historique du Corriere, Dino Buzzati). Le lendemain, le directeur du Corriere della Sera publia en première page la nécrologie que Montanelli avait rédigée lui-même quelques jours avant sa mort :
« Mercredi 18 juillet 2001 - 1:40 heure du matin. Arrivé au bout de son existence longue et tourmentée - Indro Montanelli - Journaliste - Fucecchio 1909, Milan 2001 - prend congé de ses lecteurs en les remerciant de l'affection et de la fidélité avec laquelle ils l'ont suivi. Après son incinération, que ses cendres soient recueillies dans une urne scellée à sa base mais non emmurée, au-dessus de la tombe de sa mère Maddalena dans la modeste chapelle de Fucecchio. Ni cérémonies religieuses, ni commémorations civiles ne sont souhaitées. »
Des milliers de personnes défilèrent dans la chapelle ardente pour lui rendre hommage.
Eugenio Scalfari l'a défini comme « anarchique et gascon », plus semblable à Cyrano qu'à Don Quichotte : « Montanelli n'a jamais combattu contre les moulins à vent en les prenant pour des géants maléfiques : les adversaires qu'il se choisissait à chaque fois représentaient des réalités politiques ou économiques puissantes, qu'Indro étudiait avec le plus grand soin avant de passer à l'attaque. Il mesurait leur force, choisissait leur point faible, et c'est là qu'il portait son coup ».
Enzo Biagi a rappelé ses liens avec ses lecteurs: « C'étaient eux ses vrais maîtres. Et quand il voyait le pouvoir excessif de certains personnages, il se battait toujours en cherchant à être la voix de ceux qui ne pouvaient pas parler."
La ville de Milan a consacré à la mémoire du grand journaliste les jardins publics de la Porta Venezia, devenus « Giardini Pubblici Indro Montanelli ». À l'intérieur du parc a été élevée une statue représentant Montanelli en train de rédiger un article avec la célèbre Lettre 22 sur les genoux. En 2020, sa statue est vandalisée par des inconnus l'accusant de « racisme ».

## Distinctions
- Chevalier grand-croix de l'ordre du Mérite de la République italienne
- Prix Princesse des Asturies (1996)

## Publications

### Ouvrages traduits en français
- Ici ne reposent pas, L'Élan, 1948
- Histoire des Grecs, Éditions mondiales, 1962
- Garibaldi (avec Marco Nozza), Stock, 1964
- Le Général della Rovere, Livre de Poche n° 3562, 1973
- Histoire de Rome, Éditions Mondiales, 1959, Livre de Poche 1964, Pocket, 1997

### Ouvrages en langue italienne
- Commiato dal tempo di pace, Roma, Il selvaggio,1935
- XX Battaglione eritreo, Milano, Panorama, 1936
- Primo tempo, Milano, Panorama, 1936
- Guerra e pace in Africa Orientale, Firenze, Vallecchi, 1937
- Albania una e mille, Torino, Paravia, 1939
- Ambesà, Milano, Garzanti, 1939
- Giorno di festa, Milano, Mondadori, 1939
- Vecchia e nuova Albania, Milano, Garzanti, 1939
- I cento giorni della Finlandia, Milano, Garzanti, 1940
- Gente qualunque, Milano, Bompiani, 1942
- Giorno di festa, Nuova ed. ampliata. - Milano, Mondadori, 1942
- Guerra nel fiordo, Milano, Mondadori, 1942
- La lezione polacca, Milano, Mondadori, 1942
- Il buonuomo Mussolini, Milano, Edizioni riunite, 1947
- Morire in piedi, Milano, longanesi, 1949
- Padri della patria, Milano, Mondadori, 1949
- Qui non riposano, 2. ed. - Milano, Mondadori, 1949
- Vita sbagliata di un fuoruscito: A. Herzen, 1811-1871, Milano, Longanesi, 1949
- Pantheon minore, Milano, Longanesi, 1950
- Tali e quali, Nuova ed. - Milano, Longanesi, 1951
- I rapaci in cortile, Milano, Longanesi, 1952
- Tali e quali, Nuova ed. - Milano, Longanesi, 1952
- Andata e ritorno, Firenze, Vallecchi, 1955
- Lettere a Longanesi, Milano, Longanesi, 1955
- Mio marito, Carlo Marx, Milano, Longanesi, 1955
- Busti al Pincio, Milano, Longanesi, 1956
- Facce di bronzo, Milano, Longanesi, 1957 (1955?)
- Storia di Roma, Milano, Longanesi, 1957
- Addio Wanda!, Milano, Longanesi, 1959
- Belle figure, Milano, Longanesi, 1959
- Il Generale (scénario du Generale della Rovere), Roma, Zebra film, 1959
- Reportage su Israele, Milano, Editrice Derby, 1960
- Tagli su misura, Milano, Rizzoli, 1960
- Gli incontri, Milano, Rizzoli, 1961
- Vita sbagliata di un fuoruscito, Nuova ed. riv., Milano, Rizzoli, 1961
- Teatro, Milano, Rizzoli, 1962
- Gente qualunque, Nuova ed. ampliata. - Milano, Rizzoli, 1963
- Giorno di festa e altri racconti (a cura di Eva Timbaldi Abruzzese), Milano, Rizzoli, 1963
- Dante e il suo secolo, Milano, Rizzoli, 1964
- Storia d'Italia

1. Indro Montanelli, Roberto Gervaso, L'Italia dei secoli bui, Milano, Rizzoli, 1965 [450-1000]
2. Indro Montanelli, Roberto Gervaso, L'Italia dei comuni, Milano, Rizzoli, 1965 [1000-1250]
3. Indro Montanelli, Roberto Gervaso, L'Italia dei secoli d'oro, Milano, Rizzoli, 1967 [1250-1492]
4. Indro Montanelli, Roberto Gervaso, L'Italia della Controriforma, Milano, Rizzoli, 1968 [1492-1600]
5. Indro Montanelli, Roberto Gervaso, L'Italia del Seicento, Milano, Rizzoli, 1969 [1600-1700]
6. Indro Montanelli, Roberto Gervaso, L'Italia del Settecento, Milano, Rizzoli, 1970 [1700-1789]
7. L'Italia giacobina e carbonara, Milano, Rizzoli, 1971 [1789-1831]
8. L'Italia del Risorgimento, Milano, Rizzoli, 1972 [1831-1861]
9. L'Italia dei notabili, Milano, Rizzoli, 1973 [1861-1900]
10. L'Italia di Giolitti, Milano, Rizzoli, 1974 [1900-1920]
11. L'Italia in camicia nera, Milano, Rizzoli, 1976 [1920-1925]
12. Indro Montanelli, Mario Cervi, L'Italia littoria, Milano, Rizzoli, 1979 [1925-1936]
13. Indro Montanelli, Mario Cervi, L'Italia dell'Asse, Milano, Rizzoli, 1980 [1936-1940]
14. Indro Montanelli, Mario Cervi, L'Italia della disfatta, Milano, Rizzoli, 1982 [1940-1943]
15. Indro Montanelli, Mario Cervi, L'Italia della guerra civile, Milano, Rizzoli, 1983 [1943-1946]
16. Indro Montanelli, Mario Cervi, L'Italia della Repubblica, Milano, Rizzoli, 1985 [1946-1948]
17. Indro Montanelli, Mario Cervi, L'Italia del miracolo, Milano, Rizzoli, 1987 [1948-1954]
18. Indro Montanelli, Mario Cervi, L'Italia dei due Giovanni, Milano, Rizzoli, 1989 [1955-1965]
19. Indro Montanelli, Mario Cervi, L'Italia degli anni di piombo, Milano, Rizzoli, 1991 [1965-1978]
20. Indro Montanelli, Mario Cervi, L'Italia degli anni di fango, Milano, Rizzoli, 1993 [1978-1993]
21. Indro Montanelli, Mario Cervi, L'Italia di Berlusconi, Milano, Rizzoli, 1994 [1993-1995]
22. Indro Montanelli, Mario Cervi, L'Italia dell'Ulivo, Milano, Rizzoli, 1997 [1995-1997]

- Per Venezia, Venezia, Sodalizio del libro, 1970
- Rumor visto da Montanelli, Vicenza, N. Pozza, 1970
- Indro Montanelli, Roberto Gervaso, La fine del Medioevo, Milano, Rizzoli, 1975
- I libelli, Milano, Rizzoli, 1975
- Incontri italiani, Milano, Rizzoli, 1976
- I protagonisti, Milano, Rizzoli, 1976
- Controcorrente I (a cura di Marcello Staglieno), Milano, Società Europea di Edizioni, 1979
- Cronache di storia, Milano, Editoriale Nuova, 1979
- Indro Montanelli, Marcello Staglieno, Renato Besana, L'Archivista : tra cronaca e storia, Milano, Società Europea di Edizioni, 1980
- Controcorrente II (a cura di Marcello Staglieno), Milano, Società Europea di Edizioni, 1980
- Qui non riposano, Nuova ed., Venezia, Marsilio, 1982
- Indro Montanelli, Marcello Staglieno, Leo Longanesi, Milano, Rizzoli, 1984
- Professione verità, Bari, Laterza ; La Spezia, Cassa di Risparmio della Spezia, 1986
- Indro Montanelli, Paolo Granzotto, Sommario di Storia d'Italia dall'Unità ai giorni nostri, Milano, Rizzoli, 1986
- Controcorrente : 1974-1986, Milano, Mondadori, 1987
- Figure & Figuri del Risorgimento (postfazione di Marcello Staglieno), Pavia [etc.], Editoriale Viscontea, 1987
- Montanelli narratore, Milano, Rizzoli, 1988
- Ritratti, Milano, Rizzoli, 1988
- Indro Montanelli, Mario Cervi, Milano Ventesimo Secolo, Milano, Rizzoli, 1990
- Caro direttore, Milano, Rizzoli, 1991
- Firenze, Milano, Mondadori, 1991
- Dentro la storia, Milano, Rizzoli, 1992
- Il testimone (avec Manlio Cancogni, Piero Malvolti), Milano, Longanesi, 1992
- Istantanee : figure e figuri della Prima Repubblica, Milano, Rizzoli, 1994
- Indro Montanelli, Beniamino Placido, Eppur si muove : cambiano gli italiani?, Milano, Fabbri / Corriere della Sera, 1995
- L'impero, Firenze, Sansoni, 1995
- Giancarlo Mazzuca, Indro Montanelli: la mia Voce (intervista), Milano, Sperling & Kupfer, 1995
- Il meglio di Controccorente : 1974-1992, Milano, Fabbri / Corriere della Sera, 1995
- Una voce poco fa, Bologna, Il mulino, 1995
- Caro lettore, Milano, Rizzoli, 1998
- Indro Montanelli, Mario Cervi, L'Italia del Novecento, Milano, Rizzoli, 1998
- Le stanze : dialoghi con gli italiani, Milano, Rizzoli, 1998
- Indro Montanelli, Mario Cervi, L'Italia del millennio : sommario di dieci secoli di storia, Milano, Rizzoli, 2000
- La stecca nel coro 1974-1994 : una battaglia contro il mio tempo (a cura di Eugenio Melani), Milano, Rizzoli, 2000
- Colloquio sul Novecento : 31 gennaio 2001, Sala della Lupa di Palazzo Montecitorio / con Vittorio Foa, Rita Levi-Montalcini, Indro Montanelli, Leopoldo Pirelli ; coordinato da Maurizio Viroli ; introdotto da Luciano Violante - Roma, Camera dei Deputati, [2001]
- Le nuove stanze, Milano, Rizzoli, 2001
- Le passioni di un anarco-conservatore (intervista inedita a cura di Marcello Staglieno), Le Lettere, 2009